# Novum
Pour l’article homonyme, voir Novum (concept).
Albums de Procol Harum
Some Long Road
(2014)
Novum est le douzième album studio du groupe de rock britannique Procol Harum. Il est sorti le 21 avril 2017, l'année du cinquantième anniversaire du groupe. C'est le premier album studio de Procol Harum depuis 2003. Pour la première fois de son histoire, les paroles des chansons ne sont pas l'œuvre du poète Keith Reid, mais de Pete Brown.

## Titres
1. I Told On You (Brooker, Brown, Phillips) – 5:32
2. Last Chance Motel (Brooker, Brown, Phillips) – 4:48
3. Image of the Beast (Brooker, Brown, Phillips, Whitehorn) – 4:56
4. Soldier (Brooker, Phillips) – 5:28
5. Don't Get Caught (Brooker, Brown, Phillips) – 5:12
6. Neighbour (Brooker, Brown, Phillips) – 2:46
7. Sunday Morning (Brooker, Brown, Phillips) – 5:28
8. Businessman (Brooker, Brown, Phillips) – 4:44
9. Can't Say That (Brooker, Brown, Phillips) – 7:13
10. The Only One (Brooker, Brown, Phillips) – 6:10
11. Somewhen (Brooker) – 3:47

## Musiciens
- Gary Brooker : piano, accordéon, chant
- Josh Phillips : orgue, chant
- Geoff Whitehorn : guitare
- Matt Pegg : basse
- Geoff Dunn : batterie